# Man Island
Man Island är en ö i Bahamas.   Den ligger i distriktet North Eleuthera District, i den nordöstra delen av landet, 90 km nordost om huvudstaden Nassau. Arean är 0,94 kvadratkilometer.
Terrängen på Man Island är mycket platt. Öns högsta punkt är 19 meter över havet. Den sträcker sig 2,1 kilometer i nord-sydlig riktning, och 1,8 kilometer i öst-västlig riktning.